# Edward Zakayo
Edward Zakayo Pingua (Narok, 25 novembre 2001) è un mezzofondista keniota.

## Palmarès
| Anno | Manifestazione          | Sede       | Evento        | Risultato | Prestazione | Note                          |
| ---- | ----------------------- | ---------- | ------------- | --------- | ----------- | ----------------------------- |
| 2017 | Mondiali allievi        | Nairobi    | 3000 m piani  | Argento   | 7'49"17     | Miglior prestazione personale |
| 2018 | Mondiali juniores       | Tampere    | 5000 m piani  | Oro       | 13'20"16    |                               |
| 2018 | Giochi del Commonwealth | Gold Coast | 5000 m piani  | Bronzo    | 13'54"06    |                               |
| 2018 | Africani                | Asaba      | 5000 m piani  | Oro       | 13'54"06    |                               |
| 2019 | Africani juniores       | Abidjan    | 5000 m piani  | Oro       | 13'13"06    |                               |
| 2019 | Giochi del Commonwealth | Rabat      | 5000 m piani  | Argento   | 13'31"40    |                               |
| 2022 | Giochi del Commonwealth | Birmingham | 10000 m piani | 4º        | 27'39"03    |                               |

## Campionati nazionali
2022
- 10º ai campionati kenioti, 5000 m piani - 14'13"56
- 5º ai campionati kenioti di corsa campestre - 30'14"

2023
- 4º ai campionati kenioti, 10000 m piani - 28'03"32

## Altre competizioni internazionali
2018
- 5º in Coppa continentale ( Ostrava), 3000 m piani - 8'04"67

2019
- 7º al Golden Gala ( Roma), 5000 m piani - 13'03"19
- Oro al Meeting international Mohammed VI d'athlétisme de Rabat ( Rabat), 5000 m piani - 13'11"49

2022
- 13º all'Agnes Tirop Cross Country Classic ( Eldoret) - 31'09"
- Oro al Cardiff Cross Challenge ( Cardiff) - 26'20"

2023
- 8º alla Mezza maratona di Lisbona ( Lisbona) - 1h00'44"
- Argento al Giro podistico internazionale di Castelbuono ( Castelbuono) - 34'13"

2024
- 9º alla Mezza maratona di Lisbona ( Lisbona) - 1h02'20"